# 루비스코

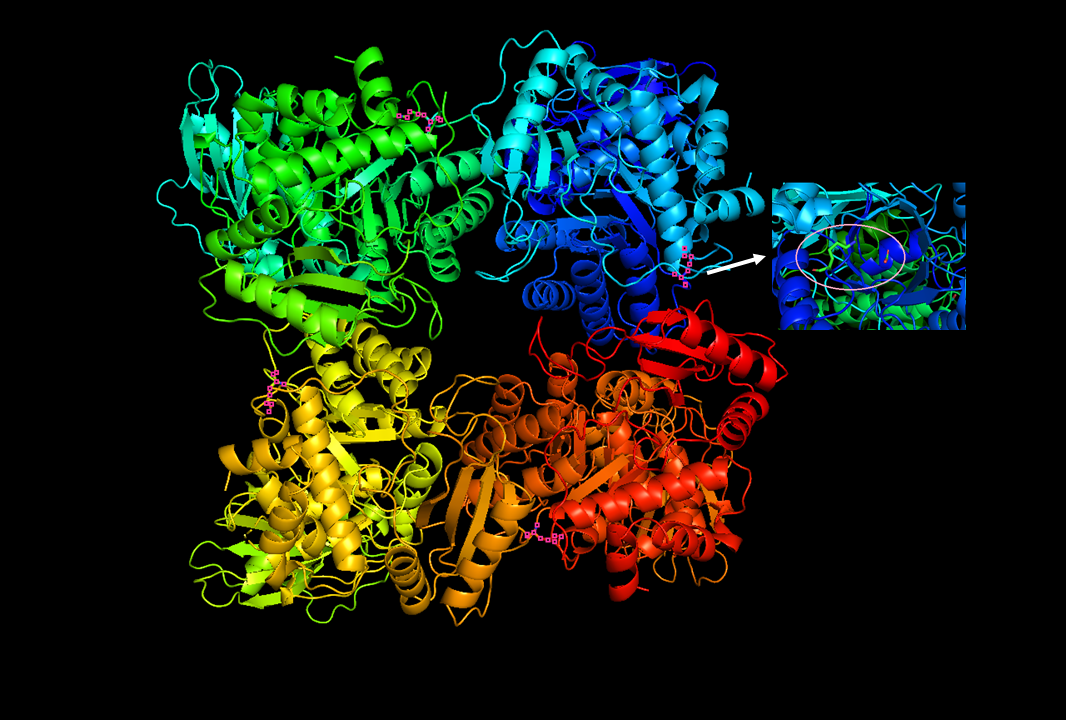
시금치의 활성화된 루비스코의 3D 그림.

루비스코(영어: RuBisCO, RuBPCase, RuBPco, ribulose-1,5-bisphosphate carboxylase/oxygenase)는 탄소 고정의 최초 주요 단계에 수반되는 효소로서, 탄소 고정 과정에서 대기 중의 이산화 탄소는 식물과 기타 광합성을 하는 생물들에 의해 글루코스 등의 에너지가 풍부한 분자로 변환된다. 화학 용어로 이야기하면 RuBP로도 알려진 ribulose-1,5-bisphosphate의 카르복시화를 촉진시킨다. 지구상에서 가장 풍부한 효소로 간주된다.

## 효소 활동

캘빈 회로와 탄소 고정의 개요

왼쪽 그림에서 보이는 것처럼 루비스코는 캘빈 회로의 수많은 효소들 가운데 하나이다.

## 용어의 역사
루비스코의 영어 낱말 RuBisCO는 1979년 David Eisenberg가 초기 저명한 루비스코의 연구자 샘 와일드먼(Sam Wildman)의 은퇴를 기리는 세미나에서 만든 용어로, 와일드먼이 담배잎의 먹을 수 있는 단백질 보충물을 만드는 시도를 한 것을 참조하여 나비스코라는 스낵 음식 상표명을 언급하기도 했다.

## 같이 보기
- 탄소의 순환
- 광호흡
- 피레노이드
- C4 식물
- CAM 식물
- 카르복시솜